# Саломон Обама
Саломон Обама (ісп. Salomón Obama, нар. 4 лютого 2000, Малабо) — футболіст Екваторіальної Гвінеї, нападник клубу «Мерида» і національної збірної Екваторіальної Гвінеї.

## Клубна кар'єра
Народився 4 лютого 2000 року в місті Малабо. Вихованець футбольної школи клубу «Атлетіко».
У дорослому футболі дебютував 2017 року виступами за команду «Атлетіко Мадрид Б», в якій провів два сезони, взявши участь у 16 матчах чемпіонату. 
Протягом 2019 року захищав кольори клубу «Сельта Б».
До складу клубу «Мерида» приєднався 2019 року. Станом на 8 травня 2020 року відіграв за клуб з Мериди 8 матчів в національному чемпіонаті.

## Виступи за збірні
У 2017 році дебютував у складі юнацької збірної Іспанії (U-17), загалом на юнацькому рівні взяв участь у 2 іграх.
У 2017 році дебютував в офіційних матчах у складі національної збірної Екваторіальної Гвінеї.
| Дата       | Місто        | Господарі            | Результат | Гості                | Турнір                                  | Голи | Примітки |
| ---------- | ------------ | -------------------- | --------- | -------------------- | --------------------------------------- | ---- | -------- |
| 8-9-2018   | Бата         | Екваторіальна Гвінея | 1 – 0     | Судан                | Відбір до Кубка африканських націй 2019 | -    | 76'      |
| 13-10-2018 | Бата         | Екваторіальна Гвінея | 0 – 1     | Мадагаскар           | Відбір до Кубка африканських націй 2019 | -    | 56'      |
| 16-10-2018 | Антананаріву | Мадагаскар           | 1 – 0     | Екваторіальна Гвінея | Відбір до Кубка африканських націй 2019 | -    | 46'      |
| Усього     |              | Матчів               | 3         |                      | Голів                                   | 0    |          |